# Oficina Nacional de Estadística de Argelia
La Oficina Nacional de Estadística (en árabe: الديوان الوطني للإحصائيات‎ ; en francés: Office national des statistiques, sigla ONS) es el servicio oficial de estadística de Argelia, creado tras la independencia en 1964. Bajo la supervisión del Ministerio de Hacienda primero y desde diciembre de 2020 bajo la supervisión del flamante Ministerio de Digitalización y Estadística,  es responsable de la recopilación, procesamiento y difusión de las estadísticas de población y economía más importantes del país. 

## Historia
Creada tras la independencia de Francia en 1964, y originalmente denominada Comisión Nacional para el Censo de Población (Commissariat National pour le Recensement de la Population)  la oficina realizó en 1966 el primer censo de población argelina tras la independencia. Sus misiones, así como su nombre, han evolucionado en paralelo con la evolución demográfica, económica y social de Argelia. 

## Misiones
Las principales publicaciones de la oficina son:
- índices de precios al consumo, producción industrial y producción agrícola;
- estadísticas sociales, como: población y demografía de Argelia, estadísticas sobre salud, empleo, vivienda y educación ;
- nomenclaturas, como los códigos geográficos, el código de categorías socioprofesionales y el código de profesiones.

La oficina publica en sus nomenclaturas un código geográfico que indica la lista de municipios de cada provincia o wilaya.